# Papegaaienmunt en kaartengeld

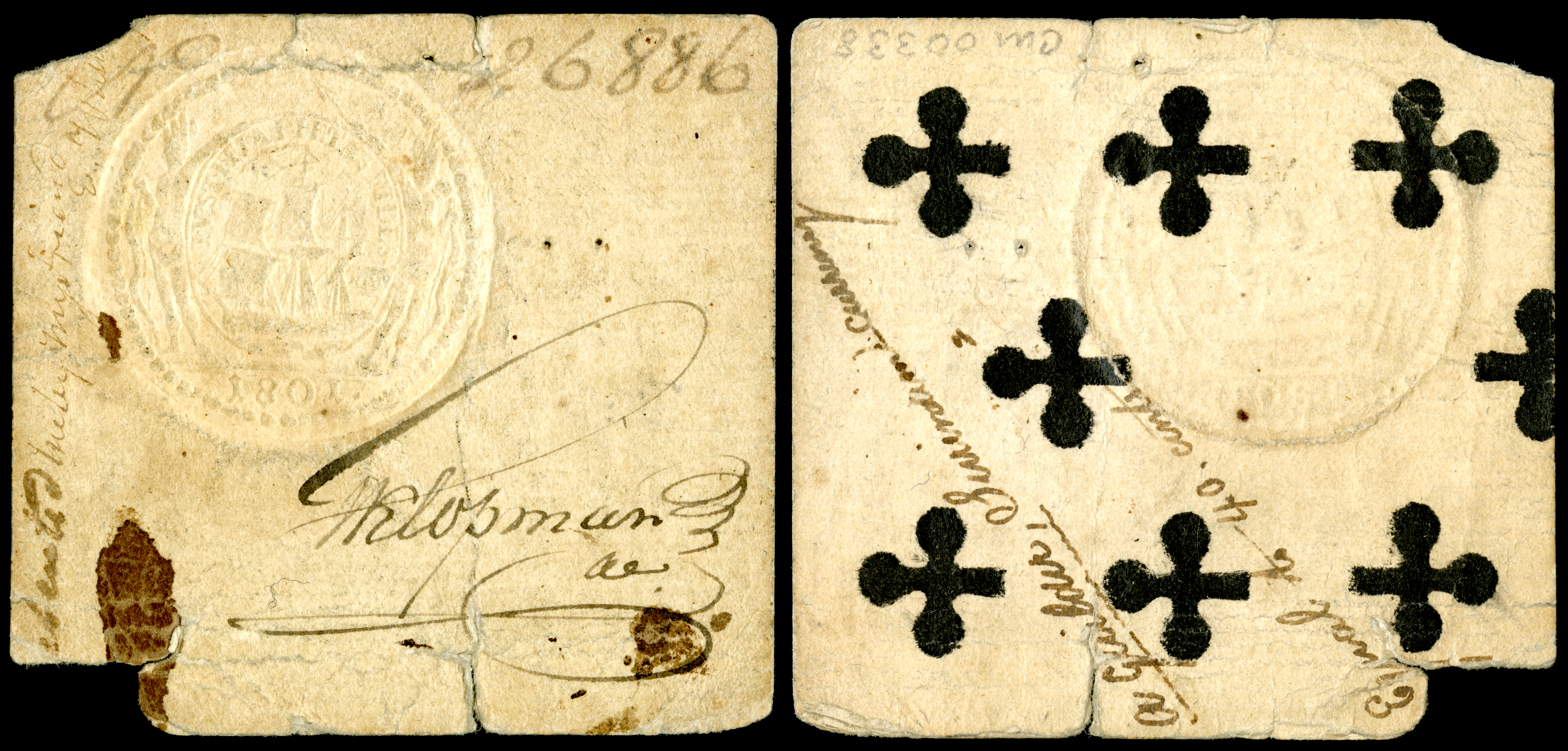
Kaartgeld ter waarde van één gulden, uit Nederlands-Guiana (1801)

Papegaaienmunten, ook wel met papegaaienduiten of papegaaienpenningen aangeduid, is de naam van de munteenheid die in 1679 in Suriname is ingevoerd. De munten werden zo genoemd omdat er op de voorzijde een reliëf staat van een papegaai. Papegaaienmunten werden gebruikt voor kleinere transacties in het dagelijks leven. Grote transacties werden afgerekend in suiker of in Europese valuta. De munten verdwenen geleidelijk uit circulatie doordat ze versleten raakten. Kaartengeld werd gebruikt in de daarop volgende periode van 1761 tot 1826. Gewone speelkaarten werden door de koloniale autoriteiten voorzien van een waardeaanduiding, een stempel en twee handtekeningen en werden daarmee officiële betaalmiddelen.

## Papegaaienmunt (1679-ca. 1750)
Gouverneur Johannes Heinsius besloot in 1679 het tekort aan Nederlands kleingeld in de kolonie aan te pakken door de uitgifte van een eigen Surinaamse munt. Het plakkaat waarmee de invoering werd geregeld is gepubliceerd op 8 mei 1679.
Er werden drie koperen muntjes van verschillende waarde in omloop gebracht. De voorzijde toont een papegaai zittend op een boomtak met één, twee of vier blaadjes. Boven de kop van de vogel is het het cijfer 1, 2 of 4 afgebeeld en het jaartal 1679. De keerzijde toont een gestileerde boom of heeft een glad oppervlak. Het cijfer geeft de waarde van de munt aan.
Op de munt met het cijfer 1 zit de papegaai op een boomtak met één blad. De waarde van de munt stond gelijk met een (Nederlandse) stuiver. Op het muntstuk van twee stuivers zit de papegaai op een boomtak met 2 bladeren en op het muntstuk van vier stuivers op een tak met vier bladeren. De munten verschillen van elkaar in afmeting en gewicht. Ze zijn waarschijnlijk in Suriname geslagen, maar het is niet bekend waar dat precies plaats heeft gevonden.
De Staten van Zeeland gaven opdracht aan Heinsius om de munten weer in te trekken. De Staten waren bezorgd dat de lokale autoriteiten er teveel in circulatie zouden brengen, wat zou kunnen leiden tot een waardevermindering ten opzichte van Europese munten.
Bij plakkaat van 6 april 1688 verklaarde gouverneur Cornelis van Aerssen van Sommelsdijck de papegaaienmunten weer geldig. Van Aerssen vond het erg praktisch dat de waarde van de munten ook in de afbeelding tot uitdrukking kwam. Inwoners die geen cijfers konden lezen konden zo toch direct zien wat de waarde van de munt was.

## De rol van suiker in het betalingsverkeer
In de periode na de verovering van de kolonie in 1667 bleek dat de ingezetenen door de schaarste aan muntgeld waren overgegaan tot het gebruik van ruwe suiker als betaalmiddel. Bij resolutie van 11 september 1669 werd suiker tot wettig betaalmiddel aangewezen. De waarde van een pond suiker was door het bestuur van de kolonie aanvankelijk op tien cent gesteld (1669). In de daaropvolgende jaren zakte de waarde van suiker. Bij de uitgifte van de papegaaienmunt in 1679 werd de waarde van een pond suiker vastgesteld op een stuiver.
| Waarde papegaaien-munt | Afbeelding | Omgerekend in suiker | Omgerekend in Nederlandse munten |
| ---------------------- | ---------- | -------------------- | -------------------------------- |
| 1                      | 1 blad     | 1 pond suiker        | 1 stuiver                        |
| 2                      | 2 bladeren | 2 pond suiker        | 2 stuivers                       |
| 4                      | 4 bladeren | 4 pond suiker        | 4 stuivers                       |

Na de introductie van de papegaaienmunten bleven betalingen in suiker gangbaar, vooral voor het verrekenen van grote transacties.

## Kaartengeld (1761-1828)
De papegaaienmunten bleven in omloop totdat zij waren versleten. Omstreeks 1750 raakte ook suiker als betaalmiddel in onbruik. Men rekende en betaalde steeds meer in stuivers, schellingen en guldens in plaats van in ponden suiker. Hierdoor ontstond er wederom een schaarste aan muntgeld. Als alternatief voor de munten introduceerde Gouverneur Wigbold Crommelin in 1761 het kaartengeld. Dit waren gewone speelkaarten met een stempel van het zegel of het wapen van Suriname, een handtekening van twee leden van het Hof van Politie en Criminele Justitie en een vermelding van de waarde. Het kaartengeld werd uitgegeven in verschillende coupures: ƒ 1, ƒ 2,50 en ƒ 10. Later ook: ƒ 0,50, ƒ 5 en ƒ 100. Voor kaartengeld gold een opslag van 20% ten opzichte van  Nederlands geld. Bij de eerste uitgifte was de koers vastgesteld op ƒ 3,00 kaartengeld voor ƒ 2,50 Nederlands geld. De economische ontwikkelingen zorgden voor sterke fluctuaties van de koers. Naast speelkaarten werden er ook blanco kartonnen kaartjes gebruikt, eveneens voorzien van stempel, handtekeningen en waardeaanduiding. Het was niet moeilijk om de kaartjes na te maken en er waren dan ook vele vervalsingen in omloop.
Op 1 januari 1827 werd bij Koninklijk Besluit het Nederlandse muntstelsel in Suriname ingevoerd. Het kaartengeld werd in 1828 uit circulatie gehaald. En er werd voor ƒ 400.000 aan koperen en zilveren munten vanuit Nederland naar Suriname overgebracht.

## Replica’s van de papegaaienmunten
De Centrale Bank van Suriname heeft in 2008 replica’s van de papegaaienmunten laten slaan. Er zijn 1000 setjes met de drie munten aangemaakt door de Koninklijke Nederlandse Munt. De setjes waren bedoeld als souvenir voor bezoekers van het Numismatisch Museum van de Centrale Bank van Suriname.